# Am I Wrong
Am I Wrong est un single du duo Nico & Vinz. La chanson connait un succès commercial en Europe et aux États-Unis.

## Classements
| Classements (2013–14)                   | Meilleure position |
| --------------------------------------- | ------------------ |
| Allemagne (Media Control AG)            | 3                  |
| Autriche (Ö3 Austria Top 40)            | 4                  |
| Australie (ARIA)                        | 2                  |
| Belgique (Flandre Ultratop 50 Singles)  | 9                  |
| Belgique (Wallonie Ultratop 50 Singles) | 13                 |
| Espagne (PROMUSICAE)                    | 14                 |
| États-Unis (Hot 100)                    | 4                  |
| France (SNEP)                           | 6                  |
| Italie (FIMI)                           | 11                 |
| Nouvelle-Zélande (RMNZ)                 | 1                  |
| Pays-Bas (Nederlandse Top 40)           | 5                  |
| Royaume-Uni (UK Singles Chart)          | 1                  |
| Suisse (Schweizer Hitparade)            | 7                  |